# Itumeleng Khune
Itumeleng Isaac Khune, mais conhecido como Itumeleng Khune, ou simplesmente Khune (Venterdorp, 20 de junho de 1987), é um futebolista sul-africano que atua como goleiro. Atualmente está sem clube.

## Carreira

### Kazier Chiefs
Começou a carreira nas categorias de base do Kaizer Chiefs tendo sua primeira oportunidade no time profissional em 2004 aos 18 anos. Desde 2010 é titular absoluto e capitão da equipe.

### Vida pessoal
É irmão do atacante sul-africano Lucky Khune, que está sem clube.

## Seleção
Khune apareceu na Copa das Confederações 2009 como um dos principais jogadores de sua equipe, levando sua seleção a uma inédita semifinal da competição.

### Copa 2010
Khune foi o goleiro titular da África do Sul na Copa do Mundo de 2010, onde foi expulso na segunda partida da primeira fase, disputada frente ao Uruguai. Após isto, Khune tornou-se o segundo goleiro a ser expulso numa Copa do Mundo. O primeiro havia sido Gianluca Pagliuca, em 1994.

### Rio 2016
Khune fez parte do elenco da Seleção Sul-Africana de Futebol nas Olimpíadas de 2016, sendo um dos acima dos 23 anos, convocada pela sua experiencia.